# Shouzhou-Brennofen
Shouzhou-Brennofen (chinesisch 寿州窑, Pinyin Shòuzhōu yáo, englisch Shouzhou Kiln) ist die Fachbezeichnung für den in der Stadt Huainan der chinesischen Provinz Anhui entdeckten sui- und tang-zeitlichen Typ von Keramikbrennofen. Er existierte bereits in der Zeit der Südlichen Dynastien.
Die Stätte des Shouzhou-Brennofens steht seit 2001 auf der Liste der Denkmäler der Volksrepublik China (5-48).